# Catagramma agrianes
Catagramma agrianes är en fjärilsart som beskrevs av Hans Fruhstorfer 1916. Catagramma agrianes ingår i släktet Catagramma och familjen praktfjärilar. Inga underarter finns listade i Catalogue of Life.